# Рауве, Херман
Херман Рауве (нидерл. Herman Rouwé, род. 20 января 1943) — голландский спортсмен, гребец, бронзовый призёр Летних Олимпийских игр 1964 года.

## Биография
На Летних Олимпийских играх 1964 года в Токио Рауве принимал участие в составе голландской команды двоек распашных с рулевым, где он выступал в роли рулевого. В финальном заплыве Рауве, Эрик Хартсёйкер и Ян Юст Бос (рулевой) стартовали вторыми и пропустили вперед гребцов из Франции после прохождения отрезка дистанции в 500 м. В итоге, с результатом 08:23.420 они заняли третье место, уступив первенство соперникам из Франции (08:23.150 — 2е место) и США (08:21.330 — 1е место).
На следующих Летних Олимпийских играх 1968 года в Мехико Рауве был включен в состав сборной Нидерландов по академической гребле. Выступая в дисциплине четвёрки распашные с рулевым его команда достаточно неудачно завершила заплыв. С результатом 6:51.77 голландские гребцы финишировали лишь девятыми.